# Виндзор (Калифорнија)
Виндзор (енгл. Windsor) град је у америчкој савезној држави Калифорнија. По попису становништва из 2010. у њему је живело 26.801 становника.

## Демографија
Према попису становништва из 2010. у граду је живело 26.801 становника, што је 4.057 (17,8%) становника више него 2000. године.
| Група             | 2000.          | 2010.          |
| Белци             | 15.989 (70,3%) | 16.254 (60,6%) |
| Афроамериканци    | 178 (0,8%)     | 227 (0,8%)     |
| Азијати           | 521 (2,3%)     | 810 (3,0%)     |
| Хиспаноамериканци | 5.364 (23,6%)  | 8.511 (31,8%)  |
| Укупно            | 22.744         | 26.801         |